# Gerichtsbezirk Kufstein

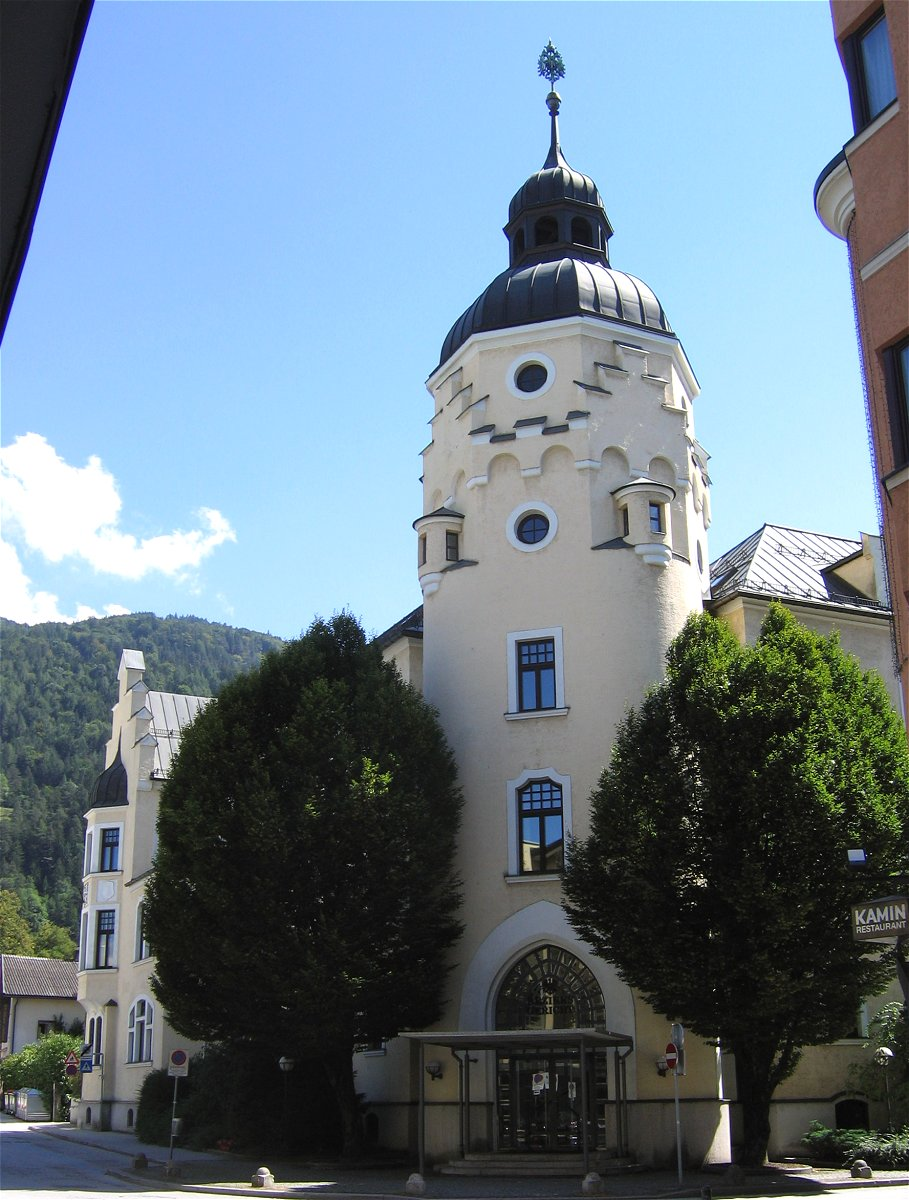
Bezirksgericht Kufstein

Der Gerichtsbezirk Kufstein ist ein dem Bezirksgericht Kufstein unterstehender Gerichtsbezirk im Bundesland Tirol. Er ist neben dem Gerichtsbezirk Rattenberg einer von zwei Gerichtsbezirken im politischen Bezirk Kufstein.

## Geschichte
Der Gerichtsbezirk Kufstein wurde durch eine 1849 beschlossene Kundmachung der Landes-Gerichts-Einführungs-Kommission geschaffen und umfasste ursprünglich die 25 Gemeinden Angath, Bromberg, Buchberg, Ebbs, Ebbserberg, Ellmau, Erl, Häring, Hauming, Kirchbichl, Kufstein, Langkampfen, Mariastein, Niederndorf, Pirchmoos, Rettenschöß, Riesen, Scheffau, Schwoich, Stockach, Thierberg, Thiersee, Walchsee, Weissach und Wörgl-Kufstein.
Das Gebiet des Gerichtsbezirks Kufstein wurde im Zuge der Trennung der politischen von der judikativen Verwaltung
ab 1868 gemeinsam mit dem Gerichtsbezirk Rattenberg zum politischen Bezirk Kufstein zusammengefasst.
Das Gebiet des Gerichtsbezirks Kufstein blieb seit der Gründung nahezu unverändert. So umfasste der Gerichtsbezirk im Jahr 1900 eine Fläche von 493,50 km²,
im Jahr 2010 eine nur wenig größere Fläche von 498,26 km², wobei Kufstein per 1. Juni 1924 die Katastralgemeinde Rattenberg-Wörgl vom Gerichtsbezirk Rattenberg zugeschlagen worden war.
2012 wurde im Zuge von Budgeteinsparungen der Wunsch des Justizministeriums publik, den Gerichtsbezirk Rattenberg dem Gerichtsbezirk Kufstein zuzuschlagen.

## Gerichtssprengel
Der Gerichtssprengel umfasst mit den 18 Gemeinden Angath, Bad Häring, Ebbs, Ellmau, Erl, Kirchbichl, Kufstein, Langkampfen, Mariastein, Niederndorf, Niederndorferberg, Rettenschöss, Scheffau am Wilden Kaiser, Schwoich, Söll, Thiersee, Walchsee und Wörgl den östlichen Teil des Bezirks Kufstein.